# Begonia macrotis
Begonia macrotis là một loài thực vật có hoa trong họ Thu hải đường. Loài này được Vis. mô tả khoa học đầu tiên năm 1858-59.